# 歐洲隧道列表
歐洲地區在單洞隧道裡拿到前三名，可見的歐洲在隧道工程技術尚有重要的地位，在鐵路隧道部分也是相當長的。歐洲長度四公里以上之隧道定義為長隧道。不過歐洲公路隧道設計不良，已經發生多起意外事件。
公路隧道:
世界雙洞公路隧道長度前三名： 
- 第三名：奧地利普拉布希隧道，長度10.3公里。
- 世界單洞公路隧道長度前三名：
- 第一名：挪威洛達爾隧道，長度24.5公里；
- 第二名：瑞士聖哥達公路隧道，長度16.9公里；
- 第三名：義大利弗雷瑞斯公路隧道，長度12.9公里。
- 白山隧道:又譯為白朗峰隧道，是法國和義大利兩國的跨國境行車隧道之一，位於阿爾卑斯山的勃朗峰（白朗峰）附近。

鐵路隧道:
- 英法海底隧道:英倫三島連接往歐洲法國的鐵路隧道，1994年5月6日開通。隧道橫跨英倫海峽，使由歐洲往返英國的時間大大縮短。隧道長度50.5公里也是海底隧道。

歐洲鐵路長隧道
- 義大利間的辛普朗鐵路隧道長19.8公里。
- 英國廣播公司2007年3月20日報導，瑞士正在興建連接該國蘇黎世與義大利米蘭的高速鐵路系統，最大特色除鐵路全線都維持海拔五百公尺的高度外，還包含一條長達57公里的全球最長隧道，是台灣雪山隧道（長12.9公里）的4.4倍。

## 按长度排列
| 名称                                          | 地点                                           | 长度                 | 类型       | 完成年份     | 备注                                                                                          |
| --------------------------------------------- | ---------------------------------------------- | -------------------- | ---------- | ------------ | --------------------------------------------------------------------------------------------- |
| 派延奈输水隧道                                | 芬兰，南芬兰省                                 | 120,000（74.56英里） | 输水       | 1982         | 横截面：16米2                                                                                 |
| 博尔门输水隧道                                | 瑞典，克鲁努贝里省－斯科讷省                   | 82,000（50.95英里）  | 输水       | 1987         |                                                                                               |
| 热列夫卡输水隧道                              | 捷克，中波希米亚州                             | 51,075（31.74英里）  | 输水       | 1972         | 横截面：5米2                                                                                  |
| 英法海底隧道                                  | 英国－法国，英吉利海峡                         | 50,450（31.35英里）  | 铁路       | 1994         | 世界水下部分最长的海底隧道、最长的国际隧道、最长的标准轨铁路隧道（横截面：2×45米2 + 1×18米2） |
| 莫斯科地铁谢尔普霍夫－季米里亚泽夫线（9号线） | 俄羅斯，莫斯科                                 | 41,500（25.79英里）  | 地铁       | 1983 - 2002  | 阿尔图菲耶沃－德米特里·頓斯科伊林蔭路                                                         |
| 马德里地铁12号线（南支线）                    | 西班牙，马德里                                 | 40,960（25.45英里）  | 地铁       | 1999 - 2003  | 环形线路                                                                                      |
| 卡拉努卡尔水电站引水隧道                      | 冰島，东部区                                   | 39,700（24.67英里）  | 水力发电   | 2003 - 2007  | 直径7.2 - 7.6米，总长72千米隧道群的一部分                                                     |
| 莫斯科地铁卡卢加－里加线（6号线）             | 俄羅斯，莫斯科                                 | 37,600（23.36英里）  | 地铁       | 1958 - 1990  | 梅德韦德克沃－新亚先涅沃                                                                      |
| 勒奇山基线隧道                                | 瑞士，伯尔尼兹阿尔卑斯山                       | 34,577（21.49英里）  | 铁路       | 2007         | 世界最长的山底隧道，其中22千米为单线铁路，其余为双线铁路                                      |
| 泰恩－蒂斯隧道                                | 英国，达勒姆郡，弗罗斯特利－埃格尔斯顿         | 34,000（21.13英里）  | 输水       |              |                                                                                               |
| 马德里地铁7号线                               | 西班牙，马德里                                 | 32,919（20.45英里）  | 地铁       | 1974 - 2007  | 埃纳雷斯医院 - 皮提斯                                                                         |
| 柏林地铁U7线                                  | 德国，柏林                                     | 31,760（19.73英里）  | 地铁       | 1924 - 1984  | 施班道市政厅－鲁道                                                                            |
| 圣彼得堡地铁莫斯科－彼得格勒线（2号线）       | 俄羅斯，圣彼得堡                               | 30,100（18.70英里）  | 地铁       | 1961 - 2006  | 帕尔纳斯 - 库普辛诺                                                                           |
| 圣彼得堡地铁基洛夫－维堡线（1号线）           | 俄羅斯，圣彼得堡                               | 29,600（18.39英里）  | 地铁       | 1955 - 1978  | 老将大道 - 杰维亚特金诺                                                                       |
| 埃维诺斯－莫尔诺斯隧道                        | 希腊，埃托洛阿卡纳尼亚专区                     | 29,357（18.24英里）  | 输水       | 1992-1995    |                                                                                               |
| 瓜达拉马隧道                                  | 西班牙，瓜达拉马山，马德里－巴拉多利德高速铁路 | 28,418（17.66英里）  | 铁路       | 2007         | 双洞单线；东线：28,418米，西线：28,407米                                                      |
| 伦敦地铁北线                                  | 英国，伦敦                                     | 27,800（17.27英里）  | 地铁       | 1890 - 1940  | 莫顿－东芬奇利                                                                                |
| 大型正负电子对撞机隧道                        | 瑞士－法国，欧洲核子研究组织                   | 26,659（16.57英里）  | 粒子加速器 | 1989         | 横截面：11.3 - 15.9米2，圆环形隧道；现已用于大型强子对撞机                                    |
| 伊斯坦布尔地铁M4线                            | 土耳其，伊斯坦布尔                             | 26,500（16.47英里）  | 地铁       | 2012         |                                                                                               |
| 莫斯科地铁柳布林诺－德米特罗夫线（10号线）    | 俄羅斯，莫斯科                                 | 24,700（15.35英里）  | 地铁       | 1995 - 2010  | 玛利亚灌林－贾布利科沃                                                                        |
| 洛达尔隧道                                    | 挪威，洛达尔－艾于蘭                           | 24,510（15.23英里）  | 公路       | 2000         | 世界最长的公路隧道                                                                            |
| 慕尼黑地铁U2线                                | 德国，慕尼黑                                   | 24,400（15.16英里）  | 地铁       | 1972 - 2009  | 费尔德莫兴－博览城东                                                                          |
| 马德里地铁1号线                               | 西班牙，马德里                                 | 23,876（14.84英里）  | 地铁       | 1919 - 2007  | 巴尔德卡罗斯 - 皮纳·查马丁                                                                    |
| 莱因泽－维也纳森林隧道                        | 奥地利，维也纳                                 | 23,844（14.82英里）  | 铁路       | 2012         | 维也纳－圣帕尔滕，2007年9月3日贯通                                                            |
| 马德里地铁6号线                               | 西班牙，马德里                                 | 23,472（14.58英里）  | 地铁       | 1979 - 2007  | 环线                                                                                          |
| 华沙地铁1号线                                 | 波蘭，华沙                                     | 23,100（14.35英里）  | 地铁       | 1983 - 2008  | 卡巴迪 - 莫茨尼                                                                               |
| 伦敦地铁维多利亚线                            | 英国，伦敦                                     | 21,000（13.05英里）  | 地铁       | 1968 - 1971  | 沃森斯托中心－布里克斯顿                                                                      |
| UNK质子加速器                                 | 俄羅斯，普罗特维诺                             | 21,000（13.05英里）  | 粒子加速器 | 1994（贯通） | 环形主隧道完成后已停止建设，前景不明。                                                        |
| 基辅地铁库列尼夫卡-红军线                     | 乌克兰，基辅                                   | 20,950（13.02英里）  | 地铁       | 1976 - 2013  | 第聂伯英雄－泰雷姆基                                                                          |
| 巴塞罗那地铁1号线                             | 西班牙，巴塞罗那                               | 20,700（12.86英里）  | 地铁       | 1926 - 1992  | 贝尔维治医院－方多                                                                            |
| 马德里地铁5号线                               | 西班牙，马德里                                 | 20,005（12.43英里）  | 地铁       | 1968 - 2006  | 阿拉梅达-德-奥苏纳－恩帕尔梅                                                                  |
| 伦敦国家电缆网隧道                            | 英国，伦敦                                     | 20,000（12.43英里）  | 输电       | 2005         | 埃尔斯特里－圣约翰伍德；直径3米，400千伏电缆隧道                                              |
| 辛普朗隧道                                    | 瑞士－意大利，利旁廷阿尔卑斯山                 | 19,824（12.32英里）  | 铁路       | 1922 / 1906  | 双洞单线；Ⅱ号：19,824米 / Ⅰ号：19,803米                                                       |
| 巴黎地铁9号线                                 | 法國，巴黎                                     | 19,600（12.18英里）  | 地铁       | 1922 - 1937  | 塞夫尔桥－蒙特勒伊镇                                                                          |
| 莫斯科地铁环状线（5号线）                     | 俄羅斯，莫斯科                                 | 19,400（12.05英里）  | 地铁       | 1950 - 1954  | 文化公园－库尔斯克－白俄罗斯－文化公园                                                        |
| 慕尼黑地铁U3线                                | 德国，慕尼黑                                   | 19,400（12.05英里）  | 地铁       | 1972 - 2009  |                                                                                               |
| 费尔艾那隧道                                  | 瑞士，阿尔卑斯山                               | 19,058（11.84英里）  | 铁路       | 1999         | 克洛斯特斯－苏施；世界最长的米轨铁路隧道                                                      |
| 瓦利亚隧道                                    | 義大利，亚平宁山，博洛尼亚－佛罗伦萨高速铁路   | 18,711（11.63英里）  | 铁路       | 2009         |                                                                                               |
| 巴黎地铁7号线                                 | 法國，巴黎                                     | 18,600（11.56英里）  | 地铁       | 1910 - 1987  | 拉库尔讷沃-1945年5月8日站－猶太城-路易·阿拉貢站                                               |
| 亚平宁隧道                                    | 義大利，托斯坎－艾米利安亚平宁山               | 18,507（11.50英里）  | 铁路       | 1934         | 博洛尼亚－佛罗伦萨                                                                            |
| 明斯克地铁汽车厂线                            | 白俄羅斯，明斯克                               | 18,100（11.25英里）  | 地铁       | 1990         |                                                                                               |
| 布拉格地铁B线                                 | 捷克，布拉格                                   | 18,000（11.18英里）  | 地铁       | 1985 - 1998  | 天堂花园－霍尔卡                                                                              |
| 雅典地铁2号线                                 | 希腊，雅典                                     | 17,900（11.12英里）  | 地铁       | 1991 - 2013  | 安松波利－埃利尼科                                                                            |
| 雅典地铁3号线                                 | 希腊，雅典                                     | 17,800（11.06英里）  | 地铁       | 1991 - 2013  | 阿吉亚·玛丽娜－皮亚琴察公爵夫人                                                               |
| 哈尔科夫地铁1号线                             | 乌克兰，哈尔科夫                               | 17,300（10.75英里）  | 地铁       | 1975         |                                                                                               |
| 圣哥达公路隧道                                | 瑞士，利旁廷阿尔卑斯山                         | 16,918（10.51英里）  | 公路       | 1980         | 乌里州－提契诺州                                                                              |
| 巴塞罗那地铁4号线                             | 西班牙，巴塞罗那                               | 16,700（10.38英里）  | 地铁       | 1929 - 1999  | 新三一 - 和平                                                                                 |
| 巴塞罗那地铁3号线                             | 西班牙，巴塞罗那                               | 16,600（10.31英里）  | 地铁       | 1924 - 2001  | 大学区 - 新三一                                                                               |
| 巴塞罗那地铁5号线                             | 西班牙，巴塞罗那                               | 16,600（10.31英里）  | 地铁       | 1959 - 1983  | 科尔内利亚中心 - 瓦尔德希伯伦                                                                 |
| 马德里地铁8号线                               | 西班牙，马德里                                 | 16,467（10.23英里）  | 地铁       | 1998 - 2007  | 新部委－巴拉哈斯机场四号航站楼                                                                |
| 马德里地铁3号线                               | 西班牙，马德里                                 | 16,424（10.21英里）  | 地铁       | 1939 - 2007  | 蒙克洛亚 - 比利亚韦德·奥托                                                                    |
| 基辅地铁斯維亞托申-布羅瓦雷線                 | 乌克兰，基辅                                   | 16,000（9.94英里）   | 地铁       | 1960 - 2003  | 学院城－第聂伯                                                                                |
| 马德里地铁4号线                               | 西班牙，马德里                                 | 16,000（9.94英里）   | 地铁       | 1944 - 2007  | 阿圭列斯－皮纳尔-德-查马丁                                                                    |
| 富尔卡基线隧道                                | 瑞士，乌里阿尔卑斯山，富尔卡－上阿尔卑线       | 15,442（9.60英里）   | 铁路       | 1982         | 上瓦尔德－雷阿尔卑；单洞单线，米轨铁路隧道                                                    |
| 菲伦佐拉隧道                                  | 義大利，亚平宁山，博洛尼亚－佛罗伦萨高速铁路   | 15,285（9.50英里）   | 铁路       | 2009         | 博洛尼亚－佛罗伦萨                                                                            |
| 基辅地铁瑟雷茨-佩切拉線                       | 乌克兰，基辅                                   | 15,200（9.44英里）   | 地铁       | 1989 - 2004  | 瑟雷茨－南桥                                                                                  |
| 圣马科山隧道                                  | 義大利，锡拉山                                 | 15,040（9.35英里）   | 铁路       | 1987         | 保拉－科森扎                                                                                  |
| 圣哥达铁路隧道                                | 瑞士，利旁廷阿尔卑斯山，乌里州－提契诺州       | 15,003（9.32英里）   | 铁路       | 1882         | 格舍嫩－艾罗洛                                                                                |
| 勒奇山隧道                                    | 瑞士，伯尔尼山                                 | 14,612（9.08英里）   | 铁路       | 1913         | 坎德施泰格－戈彭施泰因                                                                        |
| 鲁默里克隧道                                  | 挪威，加勒穆恩线                               | 14,580（9.06英里）   | 铁路       | 1999         | 奥斯陆－利勒斯特伦                                                                            |
| 斯德哥尔摩地铁蓝线                            | 瑞典，斯德哥尔摩                               | 14,300（8.89英里）   | 地铁       | 1975 - 1977  | 国王花园－尤斯达                                                                              |
| 马德里地铁2号线                               | 西班牙，马德里                                 | 14,031（8.72英里）   | 地铁       | 1924 - 2011  | 拉斯-罗萨斯－夸特罗-卡米诺斯                                                                  |
| 里斯本地铁蓝线（海鸥线）                      | 葡萄牙，里斯本                                 | 14,000（8.70英里）   | 地铁       | 1959 - 2007  |                                                                                               |
| 阿尔贝格公路隧道                              | 奥地利，阿尔贝格山                             | 13,972（8.68英里）   | 公路       | 1978         | 福拉尔贝格州－蒂罗尔州                                                                        |
| 巴黎地铁12号线                                | 法國，巴黎                                     | 13,900（8.64英里）   | 地铁       | 1910 - 1934  | 拉沙佩勒门－伊西市政厅                                                                        |
| 马尔马雷隧道                                  | 土耳其，博斯普鲁斯海峡，伊斯坦布尔             | 13,600（8.45英里）   | 铁路       | 2013         | 于斯屈达尔－锡尔凯吉；连接欧亚大陆的洲际海底隧道                                              |
| 萨维奥铁路隧道                                | 芬兰，凯拉瓦－沃岛                             | 13,500（8.39英里）   | 铁路       | 2008         |                                                                                               |
| 施勒恩隧道                                    | 義大利，阿尔卑斯山                             | 13,159（8.18英里）   | 铁路       | 1993         | 维罗纳－布伦内罗                                                                              |
| 卡波内罗－佛得角隧道                          | 義大利，热那亚－文蒂米利亚                     | 13,135（8.16英里）   | 铁路       | 2001         |                                                                                               |
| 巴塞罗那地铁2号线                             | 西班牙，巴塞罗那                               | 13,100（8.14英里）   | 地铁       | 1985 - 1997  |                                                                                               |
| 弗雷瑞斯公路隧道                              | 法国－意大利，科蒂安阿尔卑斯山                 | 12,895（8.01英里）   | 公路       | 1980         | 莫达讷－巴多内基亚                                                                            |

## 按国家分类
- 奥地利隧道列表（英语：List of tunnels in Austria）
- 比利时隧道列表（英语：List of tunnels in Belgium）
- 克罗地亚隧道列表（英语：List of tunnels in Croatia）
- 法罗群岛隧道列表（英语：List of tunnels of the Faroe Islands）
- 冰岛隧道列表（英语：Tunnels in Iceland）
- 爱尔兰隧道列表（英语：Tunnels in Ireland）
- 英国隧道列表（英语：List of tunnels in the United Kingdom）
- 荷兰隧道列表（英语：List of tunnels in the Netherlands）
- 挪威隧道列表（英语：List of tunnels in Norway）
- 葡萄牙隧道列表（英语：List of tunnels in Portugal）
- 西班牙隧道列表（英语：List of tunnels in Spain）
- 瑞典隧道列表（英语：List of tunnels in Sweden）
- 瑞士隧道列表